# 58 (număr)
58 (cincizeci și opt, pronunțat în tempo rapid și cinzeci și opt) este numărul natural care urmează după 57 și precede pe 59.

## În matematică
Este un număr semiprim.
Cincizeci și opt este suma primelor șapte numere prime, un număr endecagonal și un număr Smith. Pentru 58, funcția Mertens dă valoarea 0.
Nu există nicio soluție la ecuația x - φ (x) = 58, făcând din 58 un noncototient. Totuși, suma primele 13 valori ale funcției lui Euler este 58.
Este un număr Størmer.

## În știință
- Este numărul atomic al ceriului.

### Astronomie
- NGC 58 este un sinonim pentru NGC 47, care este o galaxie spirală barată din constelația Balena.
- Messier 58 este o galaxie spirală barată din constelația Fecioara.
- 58 Concordia este o planetă minoră.

## În religie și mitologie
Credința în existența a 58 de păcate originale de către mai multe civilizații din America Centrală sau America de Sud a făcut ca numărul să simbolizeze nenorocirea. Oracolele aztece presupuneau că au dat peste numărul 58 de mai multe ori înainte ca un dezastru să aibă loc. O înregistrare faimoasă a acestui lucru, deși în mare parte discreditată ca fiind o simplă poveste, se referă la oracolul lui Montezuma al II-lea, unde s-ar fi numărat 58 de bucăți de aur împrăștiate în fața unei gropi de sacrificiu cu o zi înainte de sosirea lui Hernán Cortés.

## Alte domenii
- Codul pentru apeluri telefonice internaționale directe către Venezuela.
- Numărul de comitate din California.
- Viteza minimă a vântului (mile pe oră) necesară pentru a emite un avertisment de furtună severă (aproape 100 km/h).
- Numărul departamentului francez Nièvre.
- În  emisiunea TV SpongeBob Pantaloni Pătrați, Patrick susține că „58 este ca cel mai norocos număr din istorie”.
- 58 Minute este o carte a lui Walter Wager, pe care s-a bazat filmul Greu de ucis 2.
- I-58 a fost numele unuia dintre submarinele japoneze de tip B3 care au luptat în cel de-al doilea război mondial.
- Este numărul mai multor autostrăzi (ca de ex. Drumul european E58, Alberta Highway 58, A58 road).
- Este codul de țară UIC al Armeniei.[11]